# Hoffland
Hoffland is een plaats in de Noorse gemeente Ålesund, provincie Møre og Romsdal. Hoffland telt 473 inwoners (2007) en heeft een oppervlakte van 0,3 km².